# Marszowice (Wrocław)
Marszowice (niem. Marschwitz) – osiedle na północno-zachodnim skraju Wrocławia, administracyjnie część osiedla Leśnica. W granicach miasta od 1973.
Znajduje się na północ od Leśnicy (byłego miasta), na północny zachód od Stabłowic i na południowy zachód od Pracz Odrzańskich, nad rzeką Bystrzycą.

## Historia
Wieś wzmiankowana po raz pierwszy w 1336 jako własność rycerska (Rittergut). W roku 1445 było tu 25 domów. W 1795 mieszkało tu 250 osób, znajdował się tu folwark, dwór, szkoła, karczma i młyn wodny.
W połowie XIX wieku liczba mieszkańców wsi wynosiła 400, był tu młyn, tartak i szkoła ewangelicka. W 1903 śląski przemysłowiec Rudolf Schöller założył tu ordynację marszowicką. W miejscu młyna w latach 1920–1921 zlokalizowano elektrownię wodną na potrzeby zasilania przędzalni wełny przy ul. Stabłowickiej. Niektóre z jej urządzeń, np. agregaty prądotwórcze firmy J.M.Voith Heidenheim z Wirtembergii zachowały się do dziś.
Zdobyta przez Armię Czerwoną w połowie lutego 1945.